# Câmpia Cermeiului (sit SPA)
Câmpia Cermeiului este o zonă protejată (arie de protecție specială avifaunistică - SPA) situată în vestul României (Crișana), pe teritoriul administrativ al județului Arad.

## Localizare
Aria naturală se întinde în partea central-nordică a județului Arad, pe teritoriile administrative ale comunelor Apateu, Bârsa, Beliu, Bocsig, Cărand, Cermei, Ignești, Mișca, Seleuș, Șepreuș, Șicula, Șilindia, Tauț și Târnova și pe cele ale orașelor Ineu, Pâncota și Sebiș. Aceasta este străbătută de drumul național DN79A care leagă satul Vârfurile (DN76) de orașul Chișineu-Criș.

## Descriere
Zona a fost declarată arie de protecție specială avifaunistică (în scopul protejării mai multor specii de păsări migratoare de pasaj sau sedentare) prin Hotărârea  de Guvern nr. 1284 din 24 octombrie 2007 (privind declararea ariilor de protecție specială avifaunistică ca parte integrantă a rețelei ecologice europene Natura 2000 în România) și se întinde pe o suprafață de 24.424 hectare.
Situl reprezintă o zonă naturală (păduri de foioase, păduri de luncă, cursuri de apă dulce, albii părăsite, pășuni și fânețe umede, mlaștini și bălți) încadrată în bioregiunea continentală și panonică; aflată la poalele sud-vestice ale Munților Codru-Moma (grupă montană a Munților Apuseni aparținând de lanțul carpatic al Occidentalilor), în Câmpia de Vest (sectorul românesc al câmpiei Panonice). Acesta include rezervațiile naturale Balta Rovina, Poiana cu narcise Rovina și Pădurea Sâc.

## Biodiversitate
La baza desemnării sitului se află mai multe specii avifaunistice protejate la nivel european prin Directivei Consiliului European 147/CE din 30 noiembrie 2009 și Directiva 79/409/CEE din 2 aprilie 1979 (privind conservarea păsărilor sălbatice), sau aflate pe lista roșie a IUCN. Aria naturală dispune de șase clase de habitat de interes comunitar; astfel: Ape dulci continentale (stătătoare, curgătoare); Culturi cerealiere extensive (inclusiv culturile de rotație cu dezmiriștire); Mlaștini, smârcuri și  turbării; Păduri caducifoliate; Pajiști ameliorate și Terenuri arabile cultivate.

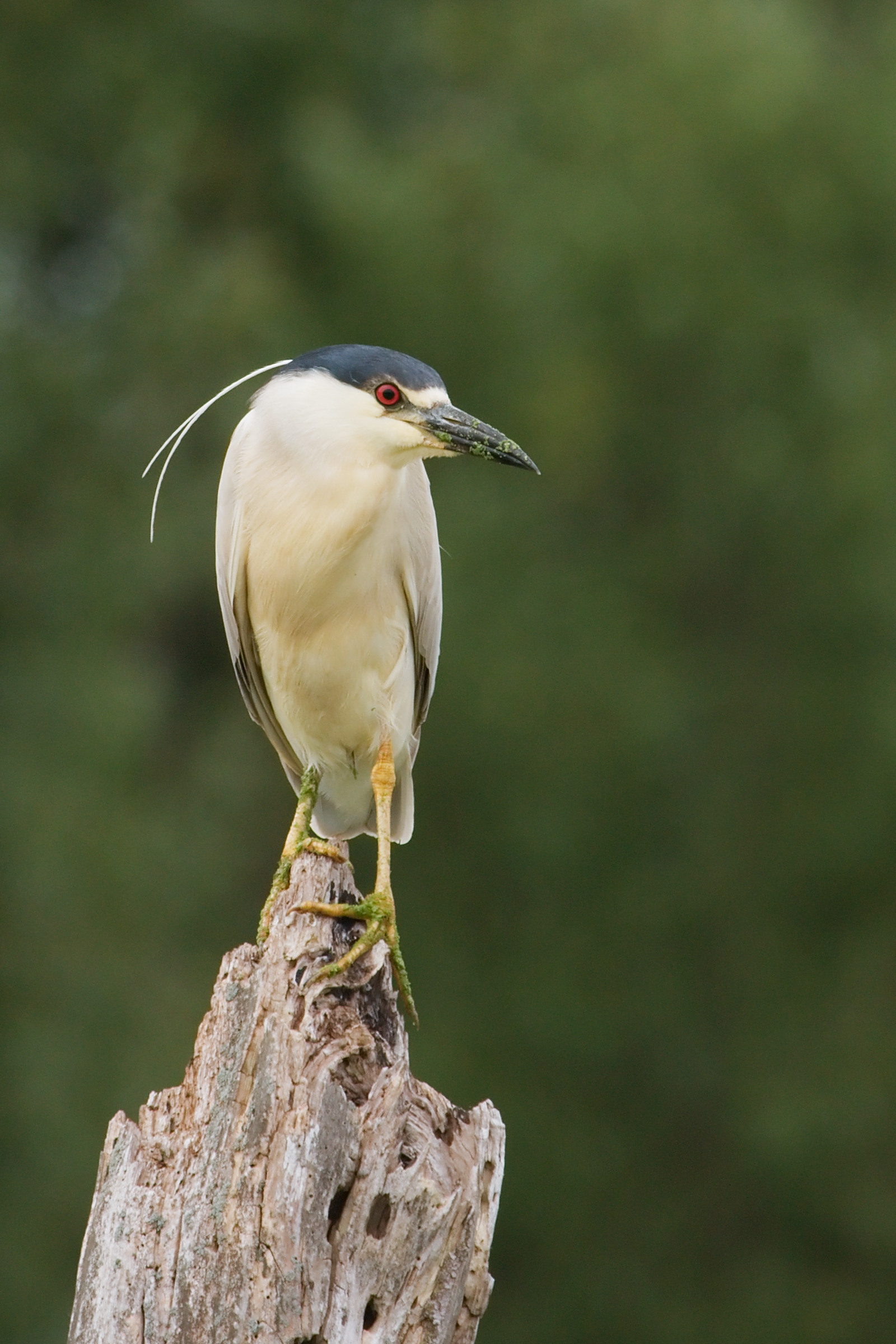
Stârc de noapte (Nycticorax nycticorax)

Specii de păsări (migratoare, de pasaj, sedentare) semnalate în arealul sitului: stârc cenușiu (Ardea cinerea), stârc galben (Ardeola ralloides), stârc roșu (Ardea purpurea), stârc pitic (Ixobrychus minutus), stârc de noapte (Nycticorax nycticorax), gârliță mare (Anser albifrons), rață sunătoare (Bucephala clangula), rață fluierătoare (Anas penelope), rață pestriță (Anas strepera), rață mică (Anas crecca), rață mare (Anas platyrhynchos), rață sulițar (Anas acuta), rață cârâitoare (Anas querquedula), rață lingurar (Anas clypeata),  rață cu cap castaniu (Aythya ferina), rață moțată (Aythya fuligula), rață roșie (Aythya nyroca), acvilă țipătoare mică (Aquila pomarina), pescăruș albastru (Alcedo atthis), fâsă de câmp (Anthus campestris), lăcarul mare (Acrocephalus arundinaceus), buhai de baltă (Botaurus stellaris), barză albă (Ciconia ciconia), barză neagră (Ciconia nigra), șerparul european (Circaetus gallicus), viespar (Pernis apivorus), erete de stuf (Circus aeruginosus), erete vânăt (Circus cyaneus), cristei de câmp (Crex crex), chirighiță-cu-obraz-alb (Chlidonias hybridus), caprimulg (Caprimulgus europaeus), lebădă de vară (Cygnus olor), egretă mică (Egretta garzetta), egretă albă (Egretta alba), ciocănitoare neagră (Dryocopus martius), ciocănitoare de stejar (Dendrocopos medius), ciocănitoarea de grădină (Dendrocopos syriacus), cioară de semănătură (Corvus frugilegus), vânturel de seară (Falco vespertinus), lișiță (Fulica atra), găinușa de apă (Gallinula chloropus), cufundar mic (Gavia stellata), cufundar polar (Gavia arctica), codalb (Haliaeetus albicilla), ciocârlia de pădure (Lullula arborea), sfrâncioc roșiatic (Lanius collurio), sfrânciocul cu frunte neagră (Lanius minor), pescăruș râzător (Larus ridibundus), pescăruș sur (Larus canus), pescăruș argintiu (Larus cachinnans), gaie neagră (Milvus migrans), culic mic (Numenius phaeopus), culic mare (Numenius arquata), lopătar (Platalea leucorodia), vultur pescar (Pandion haliaetus), cresteț pestriț (Porzana porzana), cresteț mijlociu (Porzana parva), bătăuș (Philomachus pugnax), ciocănitoarea verzuie (Picus canus), corcodel mic (Tachybaptus ruficollis), corcodel mare (Podiceps cristatus), cormoran mare (Phalacrocorax carbo), cristei de baltă (Rallus aquaticus), silvia undulată (Sylvia nisoria), fluierar de mlaștină (Tringa glareola), nagâț (Vanellus vanellus). 

## Căi de acces
- Drumul național DN76 pe ruta: Brad - Baia de Criș, Hunedoara - Târnava de Criș - Hălmagiu, Arad - Vârfurile - drumul național DN79A în direcția Pleșcuța - Gurahonț - Buteni - Voivodeni.

## Monumente și atracții turistice

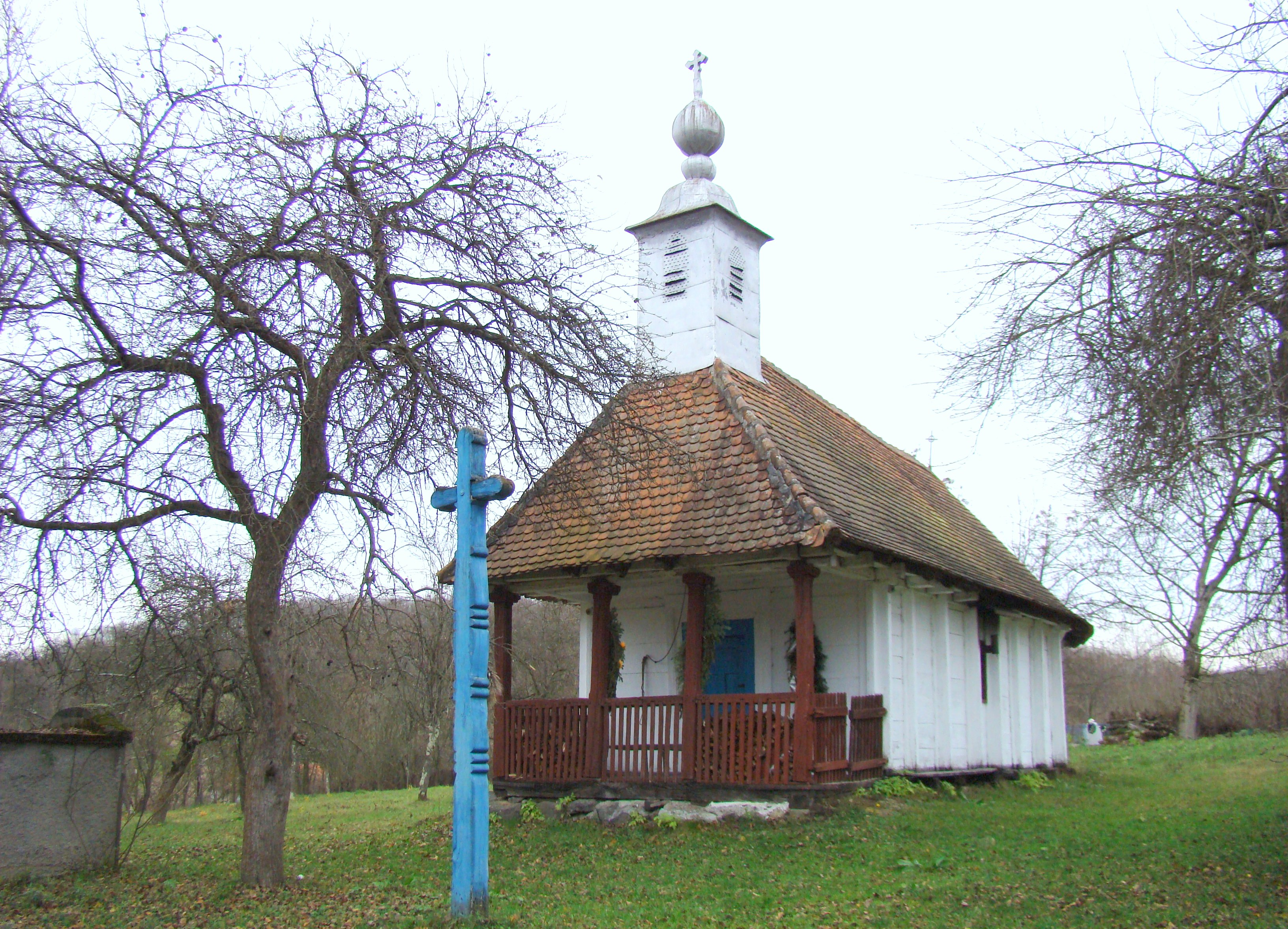
Biserica de lemn din Iercoșeni

În vecinătatea sitului se află mai multe obiective de interes istoric, cultural și turistic; astfel:
- Biserica reformată (presbiteriană) din Vânători, construcție secolul al XIII-lea, monument istoric.
- Biserica de lemn din satul Secaci, construcție anul 1725 (colecție de icoane pe sticlă).
- Biserica de lemn  „Adormirea Maicii Domnului” din Iercoșeni, construcție secolul al XVIII-lea.
- Biserica "Sfântul Mucenic Dimitrie" din satul Cermei, construcție secolul al XIX-lea.
- Biserica "Adormirea Maicii Domnului" din satul Seleuș, construită în anul 1726ț
- Podul turcesc din satul Seleuș, construit peste râul Cigher în secolul al XV-lea, monument istoric.
- Muzeul de etnografie și folclor "Emil Lăzureanu" din satul Beliu
- Castelul Dietrich-Sukowsky din Pâncota, construcție 1825 - 1850, monument istoric.
- Cetatea Ineului, construcție secolul al XVII-lea, monument istoric.
- Situl arheologic Cetatea Tauț, cetate medievală cu valuri de apărare datată din secolul al XIII-lea.
- Cetatea de la Agrișu Mare (ruine), construcție secolul al XV-lea, monument istoric.
- Rezervațiile naturale Pădurea de stejar pufos de la Cărand (2,10 ha), Pădurea Lunca - colonie de stârci (2 ha), Balta Rovina (120 ha), Poiana cu narcise Rovina (0,10 ha) și Pădurea Sâc (17,80 ha).